# Kryterium Laplace’a
Kryterium Laplace’a – kryterium podejmowania decyzji autorstwa Pierre’a Simona de Laplace’a, według którego należy wybrać decyzję, której odpowiada najwyższa oczekiwana wypłata, przy założeniu, że wszystkie stany natury są jednakowo prawdopodobne.
Przykład: Mamy tablicę wypłat z trzema możliwymi decyzjami i czterema możliwymi stanami natury (szczegóły przykładu patrz tablica wypłat):
| Decyzje | s1   | s2  | s3  | s4   |
| d1      | 100  | 100 | 100 | 100  |
| d2      | 0    | 300 | 600 | 600  |
| d3      | −100 | 100 | 100 | 1000 |

Zakładamy, że wszystkie stany natury są jednakowo prawdopodobne, zatem prawdopodobieństwa wystąpienia każdego z nich wynoszą 1/4. Oczekiwane wypłaty wynoszą dla decyzji d1, d2, d3 odpowiednio:
| d1: 100 * 0,25 + 100 * 0,25 + 100 * 0,25 + 100 * 0,25 = 100   |
| d2: 0 * 0,25 + 300 * 0,25 + 600 * 0,25 + 600 * 0,25 = 375     |
| d3: −100 * 0,25 + 100 * 0,25 + 100 * 0,25 + 1000 * 0,25 = 275 |

Najlepszą decyzją jest według kryterium Laplace’a decyzja d2.
Kryterium Laplace’a może być stosowane w problemach z niepewnością, jeśli jednak rozkład prawdopodobieństw stanów natury różni się od rozkładu jednostajnego, może prowadzić do błędnych wniosków.